# Puntius burmanicus
Puntius burmanicus es una especie de peces de la familia Cyprinidae.

## Morfología
Los machos pueden llegar alcanzar los 10 cm de longitud total.

## Hábitat
Es un pez de agua dulce.

## Distribución geográfica
Se encuentra en la cuenca del río Salween (Birmania).